# Agapema
Agapema (лат.) — род чешуекрылых из семейства павлиноглазок и подсемейства Saturniinae. Встречаются в Северной Америке.

## Описание
Гусеницы черные с белыми и красными пятнами, покрыты с длинными и густыми волосками. Окукливание происходит в двухслойном золотисто-коричневом коконе.

## Биология
Гусеницы питаются преимущественно растениями семейства крушиновые, реже их находили на Salix exigua, Ribes alpinum, Ribes cereum и Rhus microphylla. Паразитами гусениц являются мухи-тахины Macromya croccata и Lespesia flavifrons, наездники Cotesia electrae и Enicospilus texanus.

## Систематика
Близким родом является Saturnia. Некоторые авторы рассматривали род Agapema в статусе его подрода. В состав рода входят:
- Agapema galbina (Clemens, 1860) — Южный Техас, Мексика
- Agapema dyari Cockerell, 1914 — Мексика
- Agapema solita Ferguson, 1972 — Техас, Аризона и Мексика
- Agapema anona (Ottolengui, 1903)
- Agapema homogena Dyar, 1908 — Аризона, Нью-Мексико, Колорадо, Западный Техас и Мексика
- Agapema dentifasciata Lemaire, 1973 — Мексика
- Agapema pelora (Rindge, 1966) — Мексика

## Распространение
Представители рода встречаются в Северной Америке.